# Bulbophyllum oobulbum
Bulbophyllum oobulbum är en orkidéart som beskrevs av Rudolf Schlechter. Bulbophyllum oobulbum ingår i släktet Bulbophyllum och familjen orkidéer. Inga underarter finns listade i Catalogue of Life.